# جوي كامن
جوي كامن (بالإنجليزية: Joey Camen) مواليد 31 أكتوبر 1970 في الولايات المتحدة، هو ممثل وكوميدي أمريكي بدأ مسيرته الفنية سنة 1977.

## الأعمال
- البط السري
- سبيس جام
- سوبرمان
- السنافر
- كوماند أند كنكر: ريد أليرت 3
- أربعة مذهلون: ظهور المتزلج الفضي
- هيتمان: أبسولوشن
- إمبراطورية جيد
- مافيا 2
- سكيلاندرز: جاينتز

## وصلات خارجية
- جوي كامن على موقع IMDb (الإنجليزية)
- جوي كامن على موقع أول موفي (الإنجليزية)
- جوي كامن على موقع قاعدة بيانات الفيلم (الإنجليزية)
- جوي كامن على موقع كينوبويسك (الروسية)
- جوي كامن على موقع ANN person (الإنجليزية)
- الموقع الرسمي